# Dendrocousinsia alpina
Dendrocousinsia alpina là một loài thực vật có hoa trong họ Đại kích. Loài này được Fawc. & Rendle mô tả khoa học đầu tiên năm 1919.